# 欢乐喜剧人
欢乐喜剧人是中国大陆一档明星喜剧竞演真人秀节目，由东方卫视以及欢乐传媒联合打造。

## 第一季
| 名稱     | 《歡樂喜劇人第一季》                         |
| 主持人   | 吳秀波                                       |
| 參賽者   | 沈騰、宋小寶、賈玲、喬杉、吳君如、劉儀偉等。 |
| 播出時間 | 2015年4月25日起每周六21:05在東方衛視播出。   |
| 冠軍     | 開心麻花的沈騰奪得“喜剧之王”。               |

## 第二季
| 名稱     | 《歡樂喜劇人第二季》                                                         |
| 主持人   | 郭德綱                                                                       |
| 參賽者   | 岳雲鵬、王寧、艾倫、小沈陽、楊樹林、潘斌龍、詹瑞文、趙正平、文松、崔志佳等。 |
| 播出時間 | 2016年1月17日起每周日21:00在東方衛視播出。                                   |
| 冠軍     | 德雲社的岳雲鵬奪得“喜剧之王”。                                               |

## 第三季
| 名稱     | 《歡樂喜劇人第三季》                      |
| 主持人   | 郭德綱                                    |
| 參賽者   | 郭麒麟、常遠、張小斐、文松、張子棟等      |
| 播出時間 | 2017年1月8日起每周日21:00在東方衛視播出。 |
| 冠軍     | 遼寧民間藝術團的文松奪得“喜剧之王”。      |

## 第四季
| 名稱     | 《歡樂喜劇人第四季》                             |
| 主持人   | 郭德綱                                           |
| 參賽者   | 張雲雷、楊九郎、賈冰、程野、宋曉峰、郭陽、郭亮等 |
| 播出時間 | 2018年1月14日起每周日20:30在東方衛視播出。       |
| 冠軍     | 賈冰奪得“喜剧之王”。                             |

## 第五季
| 名稱     | 《歡樂喜劇人第五季》                                                         |
| 主持人   | 郭德綱                                                                       |
| 參賽者   | 張雲雷、楊九郎、張鶴倫、郎鶴炎、周云鹏、陳漢典、叶逢春、郭陽、郭亮、小沈龍等 |
| 播出時間 | 2019年1月20日起每周日20:30在東方衛視播出。                                   |
| 冠軍     | “中国默剧第一人”叶逢春奪得“喜剧之王”。                                       |

## 第六季
| 名稱     | 《歡樂喜劇人第六季》                                                                                         |
| 主持人   | 郭德綱 |
| 參賽者   | 孟鹤堂、周九良、烧饼、曹鹤陽、白凯南、金霏、陈曦、孙建弘、张浩、艾杰西、张霜剑、郭阳、郭亮、白鸽、郭金杰等。 |
| 播出時間 | 2020年1月26日起每周日21:00在東方衛視播出。                                                                   |
| 冠軍     | 嘻哈包袱鋪的金霏、陳曦奪得“喜剧之王”。                                                                       |

## 第七季
| 名稱     | 《歡樂喜劇人第七季》                                             |
| 主持人   | 郭德綱                                                           |
| 領隊     | 李雪琴                                                           |
| 帶教老師 | 宋小宝、岳云鹏、孙越                                             |
| 喜劇助教 | 杨树林、孔云龙、曹鹤陽、靳鹤岚、朱鹤松、關九海、尚筱菊、宋晓峰   |
| 參賽者   | 秦霄贤、范湉湉、张大大、李艺彤、欧弟、熊梓淇、刘维、纯情阿伟等。 |
| 播出時間 | 2021年1月10日起每周日21:00在東方衛視播出。                       |
| 冠軍     | 德雲社的秦霄賢與遼寧民間藝術團的宋晓峰、田娃共同獲得。           |

## 作品變遷
| 中国大陆 东方卫视 周六 21:05（如當日《新聞聯播》延時順延播出） | 中国大陆 东方卫视 周六 21:05（如當日《新聞聯播》延時順延播出）       | 中国大陆 东方卫视 周六 21:05（如當日《新聞聯播》延時順延播出） |
| -------------------------------------------------------------- | -------------------------------------------------------------------- | -------------------------------------------------------------- |
|                                                                | 欢乐喜剧人 第一季 (2015年4月25日- 7月25日)                           |                                                                |
| 两天一夜（第二季） (2014年11月11日- 2015年1月17日)             | 女神新裝 (2015年8月8日- 10月31日)                                    |                                                                |
| 周日 21:00（如當日《新聞聯播》延時順延播出）                   |                                                                      |                                                                |
| 笑傲江湖（第二季） (2015年9月27日 - 2015年12月27日)            | 欢乐喜剧人 第二季 (2016年1月17日- 4月10日)                           | 极限挑战 第二季 (2016年4月17日- 7月3日)                        |
| 笑傲江湖（第三季） (2016年7月17日 - 2016年10月9日)             | 欢乐喜剧人 第三季 (2017年1月8日 - 4月9日)                            | 笑声传奇 (2017年4月16日- 7月2日)                               |
| 天籁之战 (第二季) (2017年10月15日－2018年1月13日)              | 欢乐喜剧人 第四季 (2018年1月14日 - 4月8日)                           | 极限挑战 第四季 (2018年4月29日 - 7月15日)                      |
| 中国梦之声·下一站传奇 (2018年10月21日－2019年1月6日)           | 欢乐喜剧人第五季（含特别节目《寻找喜剧人》) (2019年1月20日 - 5月5日) | 极限挑战 第五季 (2019年5月12日 - 8月4日)                       |
| 我们的歌 (第一季) (2019年10月27日－2020年1月19日)              | 欢乐喜剧人（第六季） (2020年1月26日－5月3日)                         | 极限挑战 第六季 (2020年5月10日 - 7月26日)                      |
| 我们的歌 (第二季) (2020年10月11日－2020年12月27日)             | 欢乐喜剧人（第七季） (2021年1月10日－3月28日)                        | 极限挑战 第七季 (2021年4月4日 - 6月20日)                       |
| 我们的歌 (第三季) (2021年9月19日－2021年12月5日)               | 欢乐喜剧人（老友季） (2022年1月30日－3月20日)                        | 开播！情景喜剧 (2021年5月22日 - 7月)                           |